# Matilda Toskanska
Matilda Toskanska ali Matilda iz Canose, mejna grofica Toskane, * 1046, † 24. julij 1115, Bondeno di Roncore (med Mantovo in Modeno).
Matilda je grofovsko oblast uveljavljala kot hči mogočnega očeta, toskanskega grofa Bonifacija III. Bila je tudi gospodarica obsežnih rodbinskih posesti v Padski nižini na območjih Ferrare, Modene, Mantove, Reggija in Brescije. Zavzemala se je za gregorijansko cerkveno reformo. V investiturnem sporu je podpirala papeže in njihovim pristašem v svojih gradovih nudila zaščito. V njenem gradu Canosa (Canossa) je papež Gregor VII. preklical prvo izobčenje nemškega kralja Henrika IV. Ko je Henrik IV., drugič izobčen, dvakrat z vojsko vdrl v Italijo (1081 in 1090) se je morala Matilda začasno umakniti v svoje gradove. Na željo papeža Urbana II. se je, že triinštiridesetletna, poročila (1089) z Welfom V., sedemnajstletnim sinom odstavljenega bavarskega vojvode Welfa I./IV. in na ta način prispevala k združitvi južnonemške kraljeve opozicije s papeževimi italijanskimi pristaši.
V 13 letnem premoru, ko v Italiji ni bilo cesarja (1097-1110), je Matilda obnovila svoj vpliv. Veliko je darovala samostanom, gradila cerkve in zavetišča za revne in bolne. Njen dvor je bil središče kulture in naprednih ved. Vzpodbudila je zapis zgodovine svoje rodbine. Tudi kasneje, vse do današnjega časa, je bila med zgodovinarji deležna veliko pozornosti. Sodbe o njej si nasprotujejo. Ni imela naslednika. Za njeno dediščino so se cerkev in cesarji prepirali do začetka 13. stoletja.

## Rodbina Canossa
Zgodovina rodbine, imenovane po gradu Canossa, se v virih začenja z omembo langobardskega kneza Sigifreda iz Canose na začetku 10. stoletja, ki je imel fevd na območju Lucce in je razpolagal z obsežnimi posestmi (alodi)v Lombardiji. Sledil mu je sin Adalberto Atto iz Canose (*939, †988), ki je za varovanje ozemlja zgradil številne gradove. Med drugimi je v letih 945/50 zgradil močno utrjeni grad na pečini Canossa. Nanj je leta 950 iz ujetništva ob Gardskem jezeru rešil italijansko kraljico Adelajdo. Njena poroka s kraljem in cesarjem Otonom I. Velikim je ustvarila tesno povezavo z rodbino Otoncev. Adalberto je od Otona dobil v fevd grofije Reggio, Modena in Mantova, v listinah pa se omenja tudi kot mejni grof v grofijah  Parma, Piacenza, Bergamo, Cremona in Brescia. Njegov sin je bil Tedaldo (†1012).
Rodbine je dosegla svoj vrh v času Tedaldovega sina in Matildinega očeta Bonifacija (*985, †1052), ki je obvladoval ozemlje od Gardskega jezera do zgornjega Lacija z mesti Reggio, Mantova, Modena, Ferrara, Brescia, Firence in Perugia. Utrdbe na cestah od Apeninov do Padske nižine so rodbini omogočale nadzor nad trgovino med srednjo Evropo, Italijo in Jadranom. Ena najpomembnejših opornih točk je bil grad Canosa. Cesar Konrad II. je Bonifacija v letih 1028/1032 imenoval za mejnega grofa Toskane in leta 1051 za vojvodo Spoleta.

## Čas Matildine mladosti (do 1069)
Bonifacij se je drugič poročil z Beatrix (Beatriče), hčerko Friderika II. (†1026), grofa Bara in vojvode Zgornje Lotaringije, ter Matilde Švabske (†1031/1032) . Imela sta tri otroke: Friderika (†1056), Beatriče (†1053) in Matildo.
Mejni grof Bonifacij, ki pri ljudeh ni bil priljubljen, je umrl ubit na lovu (1052). Da bi mladoletnemu sinu Frideriku obvarovala rodbinske posesti, se je Beatriče leta 1054 poročila s svojim daljnim sorodnikom, lotarinškim vojvodo Gotfridom III. Bradatim, ki je bil v sporu s cesarjem Henrikom III., ker mu je ta odrekal pravico do fevda Spodnja Lotaringija. Poroka je cesarja tako razjezila, da je z vojsko prihrumel v Toskano, kjer pa vojvode ni več našel; Beatriče in hči Matilda sta kot talki morali v izgnanstvo v Nemčijo, medtem ko je sin Friderik ostal na cesarjevem firenškem dvoru, kjer je kmalu umrl. Ker je že prej umrla sestra Beatriče, je postala Matilda edina dedinja.
Po smrti cesarja Henrika III. (†1056) sta se Beatriče in Matilda lahko vrnili domov in s pomočjo papeža Viktorja II. prevzeli upravljanje grofije in rodbinskih posesti. Gotfrid III. Baradati je uredil svoje odnose z regenti mladoletnega naslednika Henrika IV., moral pa je zapustiti Lotaringijo. V Italiji je soupravljal posest rodbine Canossa in se kot papežev pristaš v novem okolju kmalu uveljavil. Po smrti papeža Viktorja II. so kardinali za novega papeža izvolili Gotfridovega brata Friderika, ki si je nadel ime Štefan IX. Gotfridu je podelil v fevd vojvodino Spoleto.
Beatriče in Gotfrid sta s podpiranjem reformatorskih papežev odigrala pomembno vlogo v politiki osrednje in severne Italije ter Sardinije. Po smrti papeža Štefana IX. sta pomagala iz Rima pregnati protipapeža Benedikta X. in  nudila oporo regularno izvoljenemu papežu Nikolaju II. Leta 1062 sta poskusila preprečiti prihod protipapeža Honorija II. v Rim.
Gotfrid III. Bradati je po smrti  spodnje-lotarinškega vojvode Friderika II. (†1065) dobil nazaj tudi Spodnjo Lotaringijo; a že leta 1069 je umrl tudi on. Po moževi smrti je Beatriče posesti in fevde vodila sama.

## Čas samostojnega regentstva Matildine matere, Beatriče (1069-1076)
Malo pred očimovo smrtjo se je Matilda iz dinastičnih razlogov poročila z njegovim sinom iz prvega zakona, Gotfridom IV. Grbastim. Njuna hči je kmalu po rojstvu umrla. Politično sta bila na nasprotnih straneh, Matilda je podpirala papeža, Gotfrid pa kralja. Konec leta 1071 je Matilda zapustila moža in se vrnila k materi v Italijo. Beatriče je v spomin na umrlo vnukinjo ustanovila samostan Frassinoro.
Leta 1073 je nastopil svoj pontifikat papež Gregor VII. V Beatriče in Matildi je našel zvesti pristašici. Vendar Matildinega zakona ni hotel razvezati; njenega moža je potreboval za 
zaveznika.
Beatriče je s potovanji po gospostvu in z darili iskala široko soglasje za Matildino nasledstvo. To se ji je bolje posrečilo na območju današnje Emilije-Romanje kot v Apeninih, kjer tudi z bogatimi darili ni mogla pridobiti pristašev. Matilda je v tem času spoznala številne visoke cerkvene osebnosti. S papežem Gregorjem VII. se je seznanila že v šestdesetih letih, ko je bil še nadškof Hildebrand. Med ženama in papežem se je razvilo zaupno razmerje somišljenikov.
Leta 1076 pa se je ob imenovanju milanskega nadškofa razplamtel investiturni spor. Dva nemška nadškofa in 24 škofov je na srečanju 26. januarja v Wormsu odreklo papežu pokorščino in v ogorčenem pismu, ki so ga poslali Gregorju VII., med drugim grajalo tudi njegov »ženski senat«. Papež se je odzval z izobčenjem Henrika IV. in škofov. Kmalu nato sta, edne za drugim, umrla Gotfrid IV. (februarja) in Beatriče(aprila).

## Čas Matildinega samostojnega gospodarjenje (1076-1115)
Matilda se je po materini smrti želela umakniti v samostan, a ji papež tega ni dovolil. Tako je nadaljevala, ne le z upravljanjem ogromnih rodbinskih posesti (alodov) ampak tudi z vodenjem toskanske mejne grofije. Za slednje sicer ni imela pravne osnove (po salijskih pravilih bi že po smrti Matildinega očeta državni fevd pripadel kralju), a ob sprva mladoletnem in sedaj oddaljenemu  vladarju ter papeževi bližini formalna podelitev fevda očitno ni bila tako pomembna. Matilda se je kmalu izkazala kot odločna vladarica. Kot sestrična Henrika IV. v drugem kolenu pa je bila tudi primerna za posredovanje med papežem in kraljem.
Henrika IV. je papeževo izobčenje v Nemčiji pripeljalo v velike težave: vse številčnejši so bili cerkveni in posvetni knezi, ki so kralju odrekali pokorščino; pripravljali so se na izvolitev protikralja. Da bi to preprečil, se je Henrik IV. v januarju 1077 sredi snežene zime kot ubog spokorjenec pojavil pred Matildinim gradom Canosa, kjer se je mudil papež. V zameno za številne obljube je, tudi z Matildinim posredovanjem, dobil od papeža odvezo in preklic izobčenja. Toda sovražni mu nemški knezi niso odnehali in so marca za protikralja izvolili Rudolfa Rheinfeldškega.
V naslednjih letih se Gregor VII. ni vmešaval v bojevanje med kraljem in protikraljem v Nemčiji. Marca 1080 pa se je odločil in v postni sinodi na Lateranu za nemškega kralja priznal Rudolfa Rheinfeldškega, Henrika IV. pa ponovno izobčil. Tedaj je tudi Matilda odkrito stopila na papeževo stran. Svoje posesti je tajno prenesla na Sveti sedež (da bi jih zavarovala pred zavzetjem s strani kralja). Ob sebi je zbrala zveste italijanske mogočneže, ki so ji prisegli zvestobo v pričakovanem spopadu s pristaši Salijcev. Že oktobra je res prišlo do bitke pri Volti Mantovani, ki pa jo je Matildina stran izgubila. Priložnost so izkoristili vazali na njenih posestih, ki so se uprli njenemu avtoritarnemu načinu vladanja. Proti njej so se obrnili toskanski grofje, izgubila je podporo mest.
15. oktobra je v Turingiji Rudolf Rheinfeldški podlegel rani, ki jo je dobil v bitki s Henrikovo vojsko. Henrik se je tako v Nemčiji znebil glavnega nasprotnika in se spomladi 1081 z vojsko napotil v Italijo. Brez odpora je maja 1081 prišel pred Rim, a vanj ni mogel prodreti; Rim je ostal zvest Gregorju VII.
Henrik IV. je v grofovski palači v Lucci mestu podelil nove privilegije, Matildi pa formalno odvzel vse državne fevde in jo izobčil iz pravnega reda (izrekel ji je Reichsacht). S tem je predvsem izgubila svoje posesti v Lotaringiji. V Apeninih se je razvila mala vojna, ki jo je Matilda vodila iz svojih gradov.
Leta 1082 je postala Matilda plačilno nesposobna. Cerkvene zaklade Apolonijevega samostana pri gradu Canosa in posodje opatije Nonantola je dala pretopiti v denar. Kraljeva stran ji je očitala ropanje cerkva in samostanov. Škofovske položaje so zasedli protigregorijanski škofje.
Čeprav je večkrat poskusil, Henrik IV. ni mogel prodreti v Rim, dokler mu marca 1084 mesto samo ni odprlo vrat. V Petrovi cerkvi je ustoličil svojega protipapeža, Klemena III., ta pa  je Henrika kronal za cesarja. Z juga je Gregorju VII., ki se je zatekel v neosvojeni Angelski grad, prihajal na pomoč velika vojska Normanov, zato je Henrik hitro zapustil Rim in se vrnil v Nemčijo.
Matildine čete so svoj prvi uspeh proti nasprotnikom dosegle poleti 1084 v bitki pri Sorbari severovzhodno od Modene. Leta 1085 so umrli trije, cerkveni reformi nenaklonjeni škofje. Matilda je izkoristila priložnost in v  Modeni, Reggiju in Pistoji spet nastavila gregorijance. Podprla je izvolitev papeža Viktorja III. Njeni poslanci so se marca 1088 udeležili umestitve papeža Urbana II.
Papež Urban II. se je  z novim elanom lotil boja proti cesarju. Od Henrika IV. je zahteval popolno podreditev. Z njegovim posredovanjem se je sedeminštiridesetletna Matilda poročila z Welfom V. (1089), sedemnajstletnim sinom odstavljenega bavarskega vojvode Welfa I./IV. Papež je želel na ta način povezati južnonemške cesarjeve nasprotnike s svojimi severnoitalijanskimi pristaši.
Henrik IV. je tako marca 1090 z vojsko ponovno prišel v Italijo, tokrat predvsem sovražno proti Matildi. Njena vojska se je umaknila v Apenine. Henrik je pregnal Urbana II. iz Rima in ponovno ustoličil protipapeža Klemena III. Mantova je padla po devetmesečnem obleganju (aprila 1091). Poleti 1091 je imel cesar pod svojo oblastjo vse območje severno od Pada z grofijami Mantova, Brescia, Verona. Naslednje leto je zavzel večji del grofij Modena in Reggio. Jeseni 1092 je začel oblegati grad Canoso, a je po nekem izpadu braniteljev nenadoma odnehal. Njegov položaj se je začel slabšati. Opozicija v Italiji in Nemčiji se je krepila. Njegov sin Konrad, tudi že kronan za nemškega kralja, se je v Italiji obrnil proti očetu, kar pripisujejo tudi Matildinemu vplivu. Bavarci so za cesarja zaprli alpske prelaze in mu onemogočili povratek v Nemčijo.
Leta 1095 se je par Matilda-Welf V. razšel (zakon formalno ni bil nikdar razvezan). Njegov oče, Welf IV., ki je nehal računati na Matildine posesti, se je pobotal s cesarjem. Odprl je alpske prelaze in binkošti 1097 je Henrik IV. že praznoval v Regensburgu. Naslednjih 13 let (do prihoda Henrika V.) v Italiji ni bilo cesarja.
Leta 1096 so se začele razmere spet obračati Matildi v prid. Spet je lahko  z darili pridobivala pristaše. V letih 1099/1100 sta jo spet sprejeli Pisa in Lucca. Toda sedaj ni mogla več ignorirati želja lokalnih oblastnikov. Upravljati je začela konsenzualno, na zborih posvetnih in cerkvenih plemičev.
Leta 1099, po razhodu s soprogom, je posinovila grofa Guido Guerra, ki je bil, tako kot ona, pristaš cerkvene reforme; pri tem ni bilo omenjeno vprašanje dedovanja. (Nekateri zgodovinarji dvomijo, da je šlo za posinovljenje, morda je bil Guido le pomemben plemič, ki ji je pomagal upravljati.) Guido se je umaknil v ozadje, odkar je Matilda 17. novembra 1102 na gradu Canosa v navzočnosti kardinalskega legata Bernharda iz San Crisogona ponovno poklonila svoje posesti Svetemu sedežu (menda se je prva listina izgubila). (Mnogi zgodovinarji mislijo, da gre za listino, ki jo je ponaredila kurija, da bi se izognila morebitnim težavam s posestnimi zahtevami s strani Welfov. Tudi po tem času je namreč Matilda še večkrat razpolagala s svojim imetjem.)
Proti koncu življenja je Matilda največ sredstev vlagala v krepitev opatije San Benedetto in Polirone (12 daritev v petih letih). Opatija je postala rodbinski samostan, izbrala si ga je za grobno mesto. Z darili so na novo zgradili opatijo in cerkev. V njej so se nahajali dragoceni evangelijski rokopisi. Ni pa v samostan prenesla posmrtnih ostankov svojih prednikov.
Leta 1109 je kralj Henrik V., ki je v Nemčiji konec leta 1005 izpodrinil očeta Henrika IV., navezal stike z Matildo in poudarjal njuno krvno sorodstvo. S papežem Pashalom II., ki je od leta 1099 papeževal v Rimu, sta imela napete odnose. Henrik V. je avgusta 1110 krenil v spremstvu velike vojske v Italijo na kronanje. 12. februarja 1111, na sami slavnosti v rimski Petrovi cerkvi, je ponovno izbruhnil investiturni spor v takšni razsežnosti, da ceremonije ni bilo mogoče nadaljevati. Henrik je dal papeža in 16 kardinalov zapreti. Dva kardinala, zvesta Matildina pristaša, je na Matildino prošnjo kmalu izpustil, medtem ko je papež prišel iz ujetništva šele po dveh mesecih, ko je Henriku obljubil, da ga bo kronal za cesarja. 13. aprila 1111 sta Henrik in njegova mlada žena Matilda dobila iz papeževih rok cesarski kroni.
Na povratku domov se je Henrik ustavil na Matildinem gradu Bianello (6.-8. maja 1111),  kjer je z njo sklenil, kot poroča Matildin zgodovinopisec, menih Donizo, »trden dogovor« (firmum foedus), ki ga zgodovinopisje razume kot dedno pogodbo v primeru Matildine smrti. Vendar mnogo zgodovinarjev v to dvomi. Podrobnosti dogovora niso znane. Morda ji je podelil tudi namestništvo v Italiji.. Morda je Matilda, ki je bila že slabega zdravja, želela le, da srečanje mine brez konfliktov. Vsekakor se je kasneje spor za njeno dediščino vlekel vse do začetka 13. stoletja.
Leta 1115 je Matilda zbolela in umrla v malem kraju Bondeno, med Mantovo in Modeno, v prisotnosti opata Pontiusa iz Clunyja in posvojenca Guida Guerre. Prvič je bila pokopana v rodbinskem samostanu San Benedetto in Polirone. Leta 1644 je dal papež Urban VIII. prenesti njene ostanke v cerkev sv. Petra v Rimu; tam je pokopana kot prva ženska. Nagrobni spomenik ji je izklesal kipar Gian Lorenzo Bernini.
Matilda ni zapustila naslednikov. Rodbina je z njo izumrla.

## Matildin dvor, njene kulturne in humanitarne dejavnosti
Matilda je svojo pravico do oblasti opirala na ugled mogočnega očeta, vojvode Bonifacija; podpisovala se je s »filia quondam magni Bonifatii ducis«. Tako kot drugi vladarji tistega časa, ni imela stalne rezidence, oblast je uveljavljala z nenehno prisotnostjo na terenu. Z dvorom je potovala od gradu do gradu, njeni gradovi so bili razporejeni po vsem gospostvu. Spremstvo-dvor so sestavljali najožji zaupniki, svetovalci, duhovniki, papeški legat in, seveda, oboroženo spremstvo. Imela je tudi lokalne zaupnike. Za svoj ugled je skrbela tudi z darili in slavnostnimi praznovanji cerkvenih praznikov. Uvajala je pisne dokumente, kar je bilo za tisti čas napredno. Imela je svoj pečat. Reševala je lokalne pravne spore. V obdobju 1081-98, ko je bilo njeno gospostvo v krizi, beležimo odsotnost dokumentov.
Darovala je samostanom, gradila cerkve, v mestih in na gorskih prelazih je ustanavljala bolnice-zavetišča, skrbela je za oskrbo romarjev in ubogih.
Matilda je bila zelo izobražena in ljubiteljica knjig. Tekoče je govorila francosko in nemško. Njen dvor je bil središče kulture in naprednih ved. K delu je spodbujala umetnike, mnogi so ji posvečali svoja dela (ni jasno, ali je Matilda v Dantejevi Božanski komediji res ona). Pravni strokovnjaki so ji svetovali pri njenih razsodbah. Poskrbela je za zapis zgodovine svoje rodbine. Donizo, menih samostana Sant Apolonio, je v prvem delu spisa Vita Mathildis opisal zgodovino njenih prednikov, v drugem delu pa njeno življenje, njena darovanja, in njene predsmrtne misli. Za časa življenja in ves čas do današnjih dni je bila deležna velikega zanimanja in nasprotujočih si sodb, odvisnih največ od tega, ali je bil pisec naklonjen cerkveni ali posvetni strani.